# Lambagraon
Lambagraon fou un estat tributari protegit, un jagir al districte de Kangra al Panjab (actualment a Himachal Pradesh) governat per la dinastia katoch. Tenia una superfície de 324 km² i 20 pobles. Els ingressos s'estimaven en 40.000 rúpies.
El jagir fou concedit per Ranjit Singh de Lahore al raja de Kangra Sansar Chand II, els territoris del qual foren annexionats en la seva major part per l'estat sikh. El 1851 el jagirdar Pramodh Chand, enemistat amb els britànics al no ser restaurat al seu antic principat, va ser deposat i desterrat a Almora on va morir. Per adopció va succeir al jagir un parent, Pratap Chand III, que era jagirdar de Rajgir, i amb el que els dos jagirdars van quedar units. El seu fill Jai Chand VI, que tenia 3 anys quan va heretar la successió, fou també adoptat per la maharani vídua de Pramodh Chand; el jagir va quedar sota el control del consell de corts (Courts of Wards) fins al 1883; el 15 de març de 1909 se li va concedir a Jai Chand VI el títol hereditari de raja i el 1922 el de maharaja de manera personal, rebent també altres distincions, incloent salutació d'onze canonades.
Jagirdars de Lambagaon
- Raja SANSAR CHAND II 1810-1823
- Raja ANIRUDDH CHAND 1823-1833 (fill)
- Raja RANBIR CHAND 1833-1847 (fill), va rebre a més el jagir de Mahal Moria
- Raja PRAMODH CHAND 1847-1851 (germà) deposat pels britànics
- Raja PRATAP CHAND III (de Rajgir) 1851-1864 (per adopció)
- Maharaja Sir JAI CHAND VI 1864-1933 (fill)
- Raja Shri DRUV DEV CHAND KATOCH 1933-1949 (+1988)